# Avraham Nagosa
Avraham Nagosa (přepisováno též Avraham Neguise, hebrejsky אברהם נגוסה‎; * 10. února 1958 Etiopie) je izraelský politik; poslanec Knesetu za stranu Likud.

## Biografie
V roce 1985 přesídlil z Etiopie do Izraele. Je ženatý, má dvě dcery. Získal magisterský titul v oboru sociální práce na Hebrejské univerzitě, magisterský titul v oboru business administration na Swinburne University of Technology v australském Melbourne a titul PhD v oboru filozofie vzdělávání na britské University of Sussex. Předsedal malé politické straně Atid echad, později byl členem strany Židovský domov.
Ve volbách v roce 2015 byl zvolen do Knesetu za stranu Likud.